# خوان غوتيريز مورينو
خوان غوتيريز مورينو (بالإسبانية: Juan Gutiérrez Moreno)‏ أو خوانيتو، من مواليد 23 يوليو 1976 في كاديز في إسبانيا، لاعب كرة قدم إسباني.
بدأ مسيرته الكروية مع رديف نادي قادش في موسم 1996/1997، وفي عام 1997 انتقل إلى رديف نادي ريال بيتيس، ولعب معهم حتى عام 2000، وشارك معهم في 98 مباراة وسجل 7 أهداف، وفي موسم 2000/2001 انتقل إلى نادي ريكرياتيفو، ولعب معهم 37 مباراة، ومنذ عام 2001 وهو يلعب مع نادي ريال بتيس ولعب258 مباراة وسجل 18 هدف ومنذ عام 2009 وهو يلعب مع نادي أتلتيكو مدريد.
و قد بدأ باللعب مع منتخب إسبانيا لكرة القدم في عام 2002.

## روابط خارجية
- خوان غوتيريز مورينو على موقع الاتحاد الدولي (مؤرشف)  (الإنجليزية)
- خوان غوتيريز مورينو على موقع الاتحاد الأوربي (الإنجليزية)
- خوان غوتيريز مورينو على موقع قاعدة بيانات كرة القدم.إي يو (الإنجليزية)
- خوان غوتيريز مورينو على موقع بيانات كرة القدم. دي إي (الألمانية)
- خوان غوتيريز مورينو على موقع ناشيونال فوتبول تيمز (الإنجليزية)
- خوان غوتيريز مورينو على موقع Soccerway.com (الإنجليزية)
- خوان غوتيريز مورينو على موقع عالم كرة القدم.نت (الإنجليزية)